# Kafr Naha
Kafr Naha (arab. كفر ناها) – miejscowość w Syrii, w muhafazie Aleppo. W 2004 roku liczyła 3438 mieszkańców.